# Origen
Origen (grč. Ὠριγένης; Aleksandrija, 185. – Tir?, 253.), ugledni učitelj i veliki propovjednik, reformator aleksandrijske škole, iznimno utjecajan i plodonosan pisac 3. stoljeća, protivnik gnostičkih hereza. Unatoč svom teološkom promišljanju, on nikad nije kanoniziran te je smatran heretikom.

## Život
O Origenovu životu dostupno je više biografskih podataka no o bilo kojem drugom kršćanskom učitelju tog razdoblja, napose zahvaljujući njegovim vatrenim poklonicima, među kojima se ističe Euzebije Cezarejski, koji je cijelo šesto poglavlje svoje Crkvene povijesti posvetio upravo tom glasovitom učitelju. 
Origen je rođen u Aleksandriji oko 185. godine u kršćanskoj obitelji. Od oca Leonide primio je široko obrazovanje u svjetovnim znanostima i u studiju Svetog pisma. 
U mladenačkoj dobi Origen svjedoči progonima Crkve pod carem Septimijem Severom, u kojima je mučeničku smrt podnio i Leonida, njegov otac. O Origenovoj predanosti Bogu i njegovoj želji da sam podnese mučeništvo, svjedoči pismo koje je uputio svom ocu za vrijeme progonstava u kojem ohrabruje oca da ne poklekne pred mučeništvom, osobito ga pritom odvraćajući od brige za obitelj kao moguće prepreke ustrajanju u priznavanju svoje vjere pred okrutnim mučiteljima. Budući da je obitelji bila, nakon očeve smrti, zaplijenjena imovina, sedamnaestogodišnji Origen, kako bi mogao skrbiti za obitelj, prihvaća nalog biskupa Demtrija za preuzimanjem vodstva aleksandrijske katehetske škole. Ta škola je u sljedećem razdoblju postala toliko tražena, čak i među osobama koje nisu pripadale kršćanstvu, te ju je Origen podijelio na dva stupnja: osnovni stupanj za katekumene (one koji su se pripravljali za krštenje), i viši stupanj otvoren za sve. Polaznici škole bili su privučeni ne samo načinom Origenova predavanja, već zaintrigirani stilom njegova života – Euzebije potvrđuje da nije bilo odmaka između Origenovih riječi i njegova života. U svojem naučavanju znao je često polaziti od dostignuća svjetovnih znanosti, osobito filozofije kako bi pokazao da se punina istine nalazi u kršćanstvu, tj. u Svetom pismu. Svoje učenike i poznanike koji su u progonstvima bili osuđeni na smrt, pratio je, često i sebe izlagajući smrti, sve do pogubilišta. Prema većini izvora, gotovo se općenito smatra da se, tumačeći doslovno evanđeoski tekst: “A ima nesposobnih koji sami sebe onesposobiše poradi kraljevstva nebeskog” (Mt 19, 12), oko 203. godine, dao uškopiti, kako bi do kraja proveo u život svoje shvaćanje asketskih zahtjeva, te da bi spriječio bilo kakve krive primisli jer su među polaznicima njegove škole bili ne samo mladići, već i djevojke. Drugi, međutim, poriču vjerodostojnost tog spornog i istovremeno razglašenog podatka iz njegova života, te ga pripisuju klevetama zavidnih Origenovih suvremenika. Među njegovim brojnim putovanjima osobito je značajan pohod Rimu 212. godine, kojom prilikom upoznaje poznatog teologa Hipolita Rimskog. U mjestima koje posjećuje često na zahtjev tamošnji biskupa i propovijeda kršćanskim zajednicama, primjerice, jednom prlikom u Antiohiji među slušačima je i majka budućeg cara Severa. Na jednom od putovanja, u Cezareju Palestinsku, oko 230. godine, njegovi ga prijatelji, biskupi Teoktist Cezarejski i Aleksandar Jeruzalemski, zaređuju za svećenika, što izaziva velik protivljenje njegovog mjesnog biskupa Demetrija, koji je i prije ređenja izražavao negodovanje zbog toga što Origen, laik, propovijeda i tumači pisma javno, što je ponajprije zadaća biskupa. Zbog, prema nekima, nemogućnosti primanja svećeničkog reda zbog njegove uškopljenosti, a prema drugima zbog određenog neprihvaćanja Origenove predanosti i uspjeha, biskup Demetrije na dvije sinode sazvane zbog tog pitanja isključuje Origena iz aleksadrijsek crkve, te ga razrješuje njegova svećenstva. Te odluke, potvrđene i od rimske crkve, nisu bile promijenjene niti nakon smrti Demetrija. Origen se potom povlači u Cezareju Palestinsku, gdje otvara novu školu. Zabrane propovijedanja nisu bile na snazi u Cezareji, te je tamo slobodno propovijedao i imao brojne slušatelje. Sudjelovao je u radu obaju Arabijskih sabora na kojima je sudionike uvjerio u neispravnost vjerovanja da u trenutku smrti tijela nestaje i duša. Za vrijeme progona cara Decija 250. godine, bio je uhićen i mučen, te je od posljedica zadobivenih ozljeda umro 253. godine u Tiru. Kao i za života i nakon smrti je Origenov lik i djelo bilo obilježeno mnogim kontroverzama. Unatoč pogreškama koje je u svom učenju počinio, a počinio ih je u vrijeme kada je teologija bila još vrlo mlada i visoko spekulativna, ne može se, ipak, u sumnju dovesti njegova goruća želja za pravovjernim kršćanskim životom. Ipak, mnoge istočne Crkve još ga drže heretikom.

## Djela
Origen je poznat kao jedan od najplodonosnijih ranokršćanskih pisaca, te mu se pripisuje između 800-6000 djela, od kojih je sačuvan tek mali broj. Nešto veći broj tih djela postoji samo kao naslovi na koje se pozivaju razni njegovi suvremenici ili pak poklonici i kritičari nakon njega. Među najpoznatijim djelima ističu se sljedeća: Počela (De Principiis), Heksapla (Hexapla), Protiv Celza (Contra Celsum), različite homilije i komentari, O molitvi (De oratione). 
- De principiis (Počela): ovo djelo predstavlja primjer Origenove tzv. Rastuće teologije, tj. Origen daje određene odgovore u djelu i ujedno poziva čitatelje da nastave njegov teološki put. Počela su prvi sustavni prikaz kršćanske teologije i najstariji dogmatski priručnik. Napisano je u 4 knjige, prema četiri tematike: Bog, Svijet, Sloboda, Objava. Naslov djela upućuje na nauk o počelima, tj. o prvotnim stvarima - temeljnim točkama kršćanskog nauka.

- Hexapla (Heksapla): prvi pokušaj utvrđivanja kritičkog teksta Starog zavjeta na način da se izlože u šest stupaca različite inačice i prijevodi hebrejskog teksta na grčki.

- Contra Celsum (Protiv Celza): jedino Origenovo apologetsko djelo koje predstavlja sustavni odgovor na Celsove tvrdnje, ispitivanje točku po točku, te upozorava na svu zavodljivost Celzova nauka i stila.

- De oratione (O molitvi): kratko djelo podijeljeno u dva dijela, prvi govori o molitvi općenito, a drugi donosi najstariji komentar molitve Oče naš na grčkom jeziku.

- Volumina (Komentari): najpoznatiji su Komentar evanđelja po Mateju, Komentar evanđelja po Ivanu, te Komentar na Pjesmu nad pjesmama.

- Tractatus (Homilije): to su propovijedi temeljene na različitim retcima Svetog pisma, sačuvano je oko 200 homilija, najveći broj samo fragmentarno. Homilije su sastavljene na tekstove različith knjiga: Postanak, Izlazak, Brojevi, Jošua, Kraljevi, Izaija, Jeremija, Ezekijel, Luka, Pjesma nad pjesmama, Psalmi.

## Učenje

### Sveto pismo
Prema pojedinim autorima Origen je najveći tumač što ga je Crkva ikad imala (Pavić-Tenšek). Njegova egzegetska djelatnost odvija se na tri razine: glose, kao puke zabilježbe uz tekst, zatim homilije, zapisane od njegovih učenika, te potom komentari namijenjeni ponajprije dublje upućenima – njegovim studentima. Sveto pismo za Origena nije nikada mrtva riječ, zatvorena u povijesti, već uvijek živa stvarnost koja sadrži odbljesak nevidljivog, ali postojećeg svijeta. U njemu Origen razlikuje tri smisla, postavljena stupnjevito. Na najnižem stupnju nalazi se doslovni smisao, potom slijedi viši, moralni smisao, koji može koristiti našem duhovnom životu, a najviši stupanj je duhovni smisao koji otkriva otajstveni sadržaj, a uvijek se tiče odnosa Boga prema čovjeku. Na tim stupnjevima on gradi svoju egzegezu, usmjerenu uvijek prema duhovnom smislu, no ne zapostavljajući prethodna dva stupnja. Glavna stilska figura njegove egzegeze je svakako alegorija. Origenova egzegeza odiše istodobno nesputanošću i pravovjernošću, bilo s obzirom na uspoređivanje svetopisamskih redaka iz oba zavjeta, bilo uspoređivanjem zemaljskih i nebeskih stvarnosti, te interpretacije povijesnih događaja u svjetlu biblijskih odnosa. 

### Kristologija
Origenova kristologija je umjereno subordinacionističkog tipa, za razdoblje početaka kristologije još uvijek izvan heretičkih konotacija, a to se ogleda u promatranju Krista kao posrednika Oca ljudima. Origen prvi rabi izraz Bogočovjek (grč. theánthropos). Slijedi struju koja naučava o tzv. communicatio idiomatum, koja se temelji na međurazmjeni atributa božanstva i čovještva u osobi Krista. On povezuje svoj nauk o Logosu s osobom Isusa u evanđeljima tako što u Isusovoj preegzistentnoj duši vidi isprepleten beskonačan bitak Logosa i konačno tijelo Krista. 

### Antropologija
Osnovno obilježje njegove antropologije je protivljenje i ukazivanje na nedostatke gnostičke vizije čovjeka, uz istodobno preuzimanje određenih gnostičkih kategorija, npr. trodiobe ljudi na materijalne, psihičke i pneumatske, no te grupe nisu zatvorene i ontološke kao kod gnostika, već je temeljna odrednica pripadanja pojedinoj grupi ljudska sloboda. Prisutno je također određeno davanje prednosti duši u odnosu prema tijelu u njegovim djelima.

### Preegzistencija duše
Nauk o preegzistenciji duše Origen uklapa u svoj širi teološki sustav apokatastaze, tj. svojevrsne univerzalne restauracije, odnosno povratka svih stvari na njihovo prvtono stanje, no samo u duhovnom smislu. Pritom bi put od preegzistentnih duša do apokatastaze pratio sljedeći slijed: Bog stvara cjelokupno stvorenje kao duhovno i slobodno, a korištenjem te slobode na različite načine stvorenja se dijele na anđele (i jednu ljudsku dušu sui generis koja je uvijek ostala uz Boga – Isus Krist), demone i ljudske duše. Bog potom stvara vidljivi svijet u koji ljudske duše bivaju ubačene, no neke od njih po svršetku života završavaju u paklu, druge u raju. Bog, prema Origenu, u svojoj želji za spašavanjem svih stvorenja stvara nove svjetove, jedan za drugim, sve do posljednjeg takvog svijeta u kojem i posljednji demon u apsolutnoj slobodi ne odluči služiti Bogu. Tada nastupa posljednja faza – apokatastaza koja započinje drugim Kristovim dolaskom, gdje svi ljudi bivaju uskrišeni s duhovnim tijelima u navedenom prvobitnom stanju. 

## Prijevodi na hrvatski jezik
- Počela (preveo Marijan Mandac), Symposion, Split, 1985.

## Vanjske poveznice
- Origen, veliki učitelj razumijevanja Svetog pisma
- Origenov nauk o molitvi i o Crkvi
- Origen i Celzo  Arhivirana inačica izvorne stranice od 5. ožujka 2016. (Wayback Machine)